# 宣威县 (甘肃古县份)
宣威县，古县名。西汉元鼎六年（前111年）置，取宣耀威力之意。属武威郡。王莽新朝（公元8年）改武威郡为张掖郡，宣威县属张掖郡；汉建武元年（25年）复武威郡。北魏太和十年（486年），宣威县为武安郡治所。西魏废。宣威县治位于今甘肃省民勤县西南。